# SOS Daffy Duck
Série
L'Île fantastique de Daffy Duck
(1983)
Pour plus de détails, voir Fiche technique et Distribution.
SOS Daffy Duck (Daffy Duck's Quackbusters en VO) est un film des Looney Tunes, sorti en 1988. Il s'agit en fait d'une compilation de cartoons des personnages de Warner Bros. couplée à une histoire inédite avec comme héros Daffy Duck, héritier d'une grosse fortune et qui crée une association de chasseurs de monstres avec Porky Pig (accompagné de son chat Sylvestre alias Grosminet) et Bugs Bunny. Le film commence par une introduction qui n'est autre que le court-métrage La Nuit du canard vivant (Night of the Living Duck).

## Synopsis
Daffy Duck enchaîne les petits boulots jusqu'au jour où le milliardaire J.P. Cubish étant très malade cherche quelqu'un pour lui remonter le moral avec à la clé une immense somme d'argent. Daffy saute sur l'occasion et le fait tellement rire... qu'il en meurt ! Il hérite donc de la somme  comme promis et décide de l'utiliser pour lui et ses petits plaisirs, mais le fantôme de Cubish lui fait comprendre que s'il utilise son argent uniquement pour lui, il perdra tout ! Daffy décide donc de monter une agence de chasseurs de monstres avec Bugs Bunny et Porky Pig, tout en essayant d'utiliser le reste de son argent à des fins honnêtes !

## Cartoonsrepris
- La Nuit du canard vivant (Night of the Living Duck) (1988) (introduction)
- Voir devise et mourir (Daffy Dilly) (1948)
- Un canard envahissant (The Prize Pest) (1951)
- Le docteur abuse (Water, Water Every Hare) (1952)
- Formule tragique (Hyde and Go Tweet) (1960)
- Bas les pattes ! (Claws for Alarm) (1954)
- Daffy exorciste (The Duxorcist) (1987)
- Un appel de Transylvanie (Transylvania 6-5000) (1963)
- Un lapin pour le yéti (The Abominable Snow Rabbit) (1961)
- Punch Trunk (1953)
- Kidnapping spatial (Jumpin' Jupiter) (1955)

## Fiche Technique
- Titre français : SOS Daffy Duck
- Titre original : Daffy Duck's Quackbusters
- Réalisation : Greg Ford, Friz Freleng, Chuck Jones, Terry Lennon, Robert McKimson et Maurice Noble
- Scénario : Greg Ford, Terry Lennon, John W. Dunn, Michael Maltese et Tedd Pierce
- Musique : Milt Franklyn, William Lava et Carl Stalling
- Production : Steven S. Greene et Kathleen Helppie-Shipley
- Société de production : Warner Bros. Animation
- Pays d'origine : États-Unis
- Langue originale : anglais américain
- Durée : 72 minutes
- Dates de sortie :
  - États-Unis : 24 septembre 1988 (Cinéma)
  - France : 17 octobre 1990 (VHS)
- Classification : 
  - États-Unis : G ( General Audiences)
  - France : Tous publics

## Voix originales
- Mel Blanc
- Julie Bennett
- Roy Firestone
- June Foray : Plusieurs personnages

## Voix françaises
Studio d'enregistrement : PM Productions 
- Patrick Guillemin : Daffy Duck
- Guy Piérauld : Bugs Bunny
- Marc François : Porky Pig
- Marc de Georgi : Sylvestre (Grosminet)
- Brigitte Moati : Titi
- Maïk Darah : Melissa Duck, opératrice téléphonique
- Igor De Savitch : J.P Cubish, un journaliste, un des narrateurs
- Serge Blumental : Le propriétaire du bassin, le client de Daffy
- Marc Alfos : Comte Raymond Globine
- Raymond Loyer : Un chat

## Sorties vidéo
Aux États-Unis
Un DVD est sortie aux États-Unis le 4 août 2009, ne comportant que les pistes anglaise, espagnole et portugaise. Il possède tout de même des sous-titres français.
En Europe
En Angleterre, un DVD est sortie en juillet 2021, ne comportant ni doublage ni sous-titres français.
En France, une VHS de la collection Pop-Corn de Warner Home Vidéo est sortie le 17 octobre 1990. Une autre est paru en 1993 dans l'éditions "les grands cartoons" de Warner Home Vidéo, le film est aussi disponible en achat ou location numérique en version originale et en version française sur  iTunes sous le nom de Daffy Duck : la chasse aux fantômes, ainsi que sur Prime Vidéo (uniquement en location) sous son titre original.